# Krajská soutěž – Ústí nad Labem 1951
Krajská soutěž – Ústí nad Labem 1951 byla po zrušení Celostátního československého mistrovství II jednou z 21 skupin 2. nejvyšší fotbalové soutěže v Československu. V soutěži se utkalo 10 týmů každý s každým dvoukolovým systémem jaro-podzim. 

## Konečná tabulka
| Poř. | Tým                            | Z  | V  | R | P  | VG | OG | B  |
| ---- | ------------------------------ | -- | -- | - | -- | -- | -- | -- |
| 1.   | ZSJ Somet Trnovany             | 18 | 12 | 1 | 5  | 52 | 24 | 25 |
| 2.   | ZSJ Uhlomost Most              | 18 | 12 | 1 | 5  | 57 | 42 | 25 |
| 3.   | ZSJ Kovostroj Děčín            | 18 | 8  | 4 | 6  | 45 | 28 | 20 |
| 4.   | ZSJ Armaturka Ústí nad Labem   | 18 | 8  | 3 | 7  | 57 | 42 | 19 |
| 5.   | ZSJ SZ Litvínov                | 18 | 7  | 4 | 7  | 43 | 45 | 18 |
| 6.   | ZSJ TDV Duchcov                | 18 | 7  | 2 | 9  | 33 | 38 | 16 |
| 7.   | ZSJ Hnědodoly Kopisty          | 18 | 8  | 0 | 10 | 40 | 49 | 16 |
| 8.   | ZSJ LCH Litoměřice             | 18 | 7  | 0 | 11 | 34 | 47 | 14 |
| 9.   | ZSJ Benzina Roudnice nad Labem | 18 | 5  | 4 | 9  | 34 | 49 | 14 |
| 10.  | ZSJ DPG Hrdlovka               | 18 | 4  | 5 | 9  | 33 | 63 | 13 |

Poznámky:
- Z = Odehrané zápasy; V = Vítězství; R = Remízy; P = Prohry; VG = Vstřelené góly; OG = Obdržené góly; B = Body;